# 水谷孝次
水谷 孝次（みずたに こうじ、1951年3月14日 - ）は、日本のアートディレクター。愛知県名古屋市中区大須出身。

## 概要
NPO法人 MERRY PROJECT 代表理事／（株）水谷事務所 代表取締役社長
アートディレクター／グラフィックデザイナー
1951年名古屋市生まれ。中部大学在学中にデザイナーを志し、卒業後は働きながら桑沢デザイン研究所の夜間部に入学。日本デザインセンターを経て、1983年水谷事務所設立。
1982年 東京ADC賞をはじめ、JAGDA新人賞、N.Y.ADC 国際展・金賞・銀賞、ワルシャワ国際ポスタービエンナーレ展金賞・銅賞・特別賞、ブルーノ国際グラフィックデザインビエンナーレ銅賞・特別賞、コロラド国際ポスター招待展最高賞、世界ポスタートリエンナーレトヤマ銅賞、2006年・2010年キッズデザイン賞ほか、国内外のグラフィックデザイン界において数々の賞を受賞。
「笑顔は世界共通のコミュニケーション」を合言葉に1999年より「MERRY PROJECT」を開始。2005年には愛知万博「愛・地球広場」にて「MERRY EXPO」を展開。2008年北京オリンピック開会式のオープニングセレモニーに芸術顧問として参加。2009年 Merry in Asiaとして中国・四川省、インドネシア・バンダ・アチェを取材し、「Merry Umbrella Project」を開催。その後国内外で活動を展開する。
2010年5月上海万国博覧会に招聘。開会式式典広場で渋谷と同日同時刻に笑顔の傘を展開。2011年からは、国連生物多様性の10年のパートナーシップ事業「MERRY FOREST」がスタート。日本を中心に笑顔と環境をテーマに活動を行う。東日本大震災以降は被災地の復興支援プロジェクトとして「MERRY SMILE ACTION」を立ち上げ、被災地の復興を継続的に支援する活動を展開。また、10年目の9.11と3.11の半年を機に、NYから世界に向けて「子どもたちの笑顔は未来への希望」というメッセージを発信する「MERRY IN NY 2011」を開催。
2012年6月国際環境会議「Rio+20」地球サミットに日本代表として参加。本会議場をはじめ、経済産業省JAPANパビリオンやピープルズサミットなど多くの場所で笑顔の傘を展開。世界中のメディアから注目され報道された。7月、ロンドンオリンピック開催中のロンドンで「MERRY LONDON」を実施。東日本復興支援のため、世界中から日本に届けられた想いに「日本はこんなに笑顔です」と伝え、感謝の気持ちを示した。韓国・麗水国際博覧会日本館ファサードでは、東北の子どもたちの笑顔が展開され、BIE賞で日本館が銅賞を受賞。11月、1年前に大洪水で被災したタイ・アユタヤの子どもたちと東北の子どもたちをつなげる「MERRY IN AYUTAYA」を開催。あの洪水から一年が経つタイの子どもたちに、東北の子どもたちの笑顔の傘を広げてもらい、タイと東北を笑顔で繋げ、国際文化交流のきっかけを作った。2013年8月MERRY PROJECTとして28カ国目となるミャンマーへ笑顔の取材を実施。10月福島県川内村の復興祭にて「笑顔でカエル川内村」アートプロジェクト開催。2014年4月、福島県の小学生10万人が制作した笑顔のアート皿を巨大な地上絵に展開した「ふくしまっ子10万人の笑顔プロジェクト」（福島県民放4局合同企画）の監修他、様々なプロジェクトを通じて、現在も継続的な復興支援活動を行なっている。2016年より2020年オリンピックパラリンピックに向けた渋谷区文化プログラムイベントの企画・監修・プロデュース・アートディレクションを行っている。
これらの活動に対して第50回・第52回・第54回・第58回グッドデザイン賞、第14回桑沢デザインオブザイヤー賞、第1回エコ・アート大賞エコ・コミュニケーション賞、第１回・第5回キッズデザイン賞など受賞。
これまで世界33カ国で撮影した50,000人以上の笑顔とメッセージはMERRY PROJECTのウェブサイトでも見ることができる。
2020年東京オリンピック聖火ランナーに選出。

## 略歴
- 1973年 - 中部大学（旧中部工業大学）工学部電子工学科　卒業
- 1973年 - 桑沢デザイン研究所 卒業
- 1977年 - 日本デザインセンター入社
- 1983年 - 水谷事務所設立
- 1999年 - MERRY PROJECT を開始
- 2008年 - 国立台湾師範大学（台北）にて講義・同大学の客員教授となる
- 2008年 - 台南科技大学（台南）にて講義・同大学の客員教授となる
- 2009年 - MERRY PROJECT が 東京都の認証を受けNPO法人化 代表理事に就任
- 2013年 - 中部大学 客員教授 に就任
- 2020年 - 東京オリンピック聖火ランナーに選出。

## 代表作

### 広告
- ワコール 好きな色に抱かれたい
- スウォッチ ポスター
- ANA （ANA's China・映画より面白い国）

### パッケージ
- ウイダーinゼリーパッケージ

### ロゴマーク
- 福岡ダイエーホークス
- TCK（東京シティ競馬）
- ファッション通信
- HIROKO KOSHINO
- Kethelan Patharan
- アカチャンホンポ（2015〜）

### ポスター
- 写楽生誕200年
- COMETOGETHER for KOBE

### エディトリアル
- 砂丘（植田正治）
- HK2001
- MERRY EXPO -Book of global exchange-

### CF
- HITACHI AV

### プロジェクト
- Merry Project
- 北京オリンピック開会式セレモニー 笑顔の傘

## 受賞
1977年
- 第1回NAAC展特選

1980年
- 第8回ワルシャワポスタービエンナーレ特別賞（名誉賞）

1981年
- 日本グラフィックデザイン展81（ニューヨーク）・銅賞

1982年
- 東京ADC賞（東京アートディレクターズクラブ）
- ポスター広告電通賞
- 第32回国際カレンダー展・最優秀カラー写真カレンダー賞
- 第33回全国カレンダー展・日本商工会議所会頭賞
- 第33回全国カレンダー展・印刷時報社賞

1984年
- JAGDA（日本グラフィックデザイナー協会）新人賞
- 第7回フィンランド・ラハチ国際ポスタービエンナーレ展・特別賞

1987年
- 日本デザインコミッティ・デザインフォーラム87・銀賞
- 第1回ニューヨークADC国際展・銀賞
- 第2回世界ポスタートリエンナーレトヤマ・銅賞

1988年
- 秀作交通広告展・優秀賞2点

1989年
- 日本デザインコミッティ・デザインフォーラム89・銅賞
- 全国カレンダー展・印刷時報社賞

1990年
- 第13回ワルシャワ国際ポスタービエンナーレ展・銅賞
- 第14回ブル−ノ国際グラフィックビエンナーレ展・銅賞

1991年
- 日本デザインコミッティ・デザインフォーラム91・銅賞
- 第6回ニューヨークADC国際展・銀賞

1992年
- 第16回ブル−ノ国際グラフィックデザイン・ビエンナーレ特別賞 RAPID PRIZE

1994年
- 第9回ニューヨークADC国際展・金賞

1995年
- 第37回全国カタログポスター展・工業技術院長賞

1996年
- 第4回桑沢賞
- 第15回ワルシャワ国際ポスタービエンナーレ展・金賞
- 第11回ロンドン国際広告賞（LIAA）グラフィック部門賞
- 第33回日本パッケージング協会・部門賞

1997年
- 日本デザインコミッティ・デザインフォーラム97・佳作賞
- 第39回全国カタログポスター展・日本商工会議所会頭賞
- 第10回コロラド国際ポスター招待展最高賞（Award Winners）

1998年
- JR東日本ポスターグランプリ98・銅賞
- 第16回ワルシャワ国際ポスタービエンナーレ展Visitor's Plebiscite・銀賞
- 日本の広告写真98・最優秀賞

1999年
- 日本デザインコミッティ・デザインフォーラム99・銀賞

2001年
- 日本パッケージング協会・部門賞

2002年
- 日本の広告写真2002・優秀賞
- 日本タイポグラフィー年鑑2002・ベストワーク賞

2003年
- 第81回NY ADC 国際展 MERIT AWARD「Merry-London/Tokyo Life」

2006年
- 第14回桑沢賞・桑沢デザイン・オブ・ザ・イヤー賞
- 第8回世界ポスタートリエンナーレトヤマ 出品「MERRY EXPO」
- 第50回 財団法人日本産業デザイン振興会 グッドデザイン賞「Merry EXPO/Merry Project」
- 第40回SDA賞「MERRY EXPO」
- 第1回エコ・アート大賞 エコ・コミュニケーション賞

2007年
- 香港国際ポスタービエンナーレ 2007「MERRY EXPO」
- 第1回 キッズデザイン協議会　キッズデザイン賞「MERRYこどもプロジェクト」受賞
- Yahoo!インターネットクリエイティブアワード2007

2008年
- 第21回 ワルシャワ国際ポスタービエンナーレ展　出品「MERRY EXPO」
- 第52回 グッドデザイン賞「MERRY MESSAGE CD・DVD」

2009年
- 「Dialogue/国際対話展」招待出品（台湾・彰化）
- 第43回SDA賞「Beijing Olympics」

2010年
- 第54回　財団法人日本産業デザイン振興会 グッドデザイン賞「Merry Umbrella Project/Merry Farming」

2011年
- 第5回 キッズデザイン協議会　キッズデザイン賞「Merry Workshop」受賞

2012年
- 韓国・麗水万博・日本館ファサード BIE賞　受賞

2013年
- 第4回 Make a CHANGE Day 「MERRY SMILE ACTION in タイ・アユタヤ ⇔ 宮城県東松島市&気仙沼」奨励賞受賞

2014年
- 第58回 グッドデザイン賞「ふくしまっこ10万人の笑顔プロジェクト」

## 沿革
1999年
- 11月27日〜12月24日　Mori Hanae Open Galleryにて展覧会「Merry」を開催
- 12月15日〜12月31日　原宿アストロビジョン・有楽町マリオンビジョン・池袋アイムビジョンにて60秒映像「Merry」を上映

2000年
- 1月4日〜4月16日　ラフォーレミュージアム原宿+ラフォーレ原宿館内にて展覧会「Merry at Laforet 2000」開催
- 4月4日〜4月7日　新宿EPSON SQUAREにて展覧会「Merry at EPSON 2000」開催
- 4月20日〜4月25日　名古屋スペースプリズムデザイナーズギャラリーにて展覧会「Merry at Nagoya 2000」開催
- 5月18日〜5月19日　ニューヨークMETROPORITAN PAVIRIONにて「Tokyo Street 2000」に参加

2001年
- 4月29日〜5月13日　ラフォーレミュージアム原宿にて「Merry-London Life」開催
- 5月1日〜5月31日　ロンドンセルフリッジ百貨店にて「Merry-Tokyo Life」開催 ※
- 7月16日〜8月31日　凸版印刷ギャラリーPLAZA21にて「アジア発・ポップカルチャー展」に参加
- 9月13日〜9月25日　神戸21世紀・復興記念事業として神戸市オーガスタプラザにて「Merry in KOBE 2001」開催

2002年
- 2月21日　Virgin Megastore池袋店にて「Merry at Virgin 2002」常設展示
- 4月〜6月30日　サッカー・ワールドカップ開催期間中、神戸フェニックスプラザサポーターズビレッジ2Fにて「Merry in KOBE 2002」開催
- 3月25日〜12月　神戸21世紀・復興記念事業として神戸市新長田南再開発工事仮囲い「Merry in KOBE 2002」展示
- 3月29日〜4月7日　サッカー・ワールドカップ神戸市会場DUO Kobeにて「Merry in KOBE 2002」開催

2003年
- 2月14日〜2月23日　六本木ヒルズTHINK ZONEにて「Merry in New York」開催
- 7月5日〜8月31日　六本木ヒルズMetro Hat（7/25-8/3）、丸の内DCROSS、カレッタ汐留、電通ビル、日比谷公園他数十カ所にて「Merry in Tokyo」開催　　フリーペーパー発行
- 12月2日　渋谷「Merry Clean up Project」開催

2004年
- 4月1日〜5月30日　北海道札幌市4番街にて「Merry in Sapporo」、5万人のClean up Project（5/30）開催　　フリーペーパー発行
- 愛知万博のメインコンテンツ「MERRY EXPO」のため、世界20カ国へMERRYの取材へ出発（〜翌年2005年2月まで）

2005年
- 3月25日〜9月25日　2005年日本国際博覧会　愛知万博「愛・地球広場」にて「Merry EXPO」開催　巨大エキスポビジョンで世界中の人々の笑顔が上映された
- 5月30日　名古屋　栄にてゴミゼロの日「Merry EXPO Clean up project」開催
- 7月22日　新橋、汐留にて「Merry EXPO Clean up project in Shinbashi Shiodome」開催
- 9月17日　六本木にて「Merry EXPO ＋Ropponngi Clean up」開催
- 9月19日　名古屋にて「Merry EXPO Clean up project in NAGOYA」開催
- 12月15日　「MERRY EXPO -Book of global exchange-」発行

2006年
- 2月2日〜2月14日　ミキモト東京店にて世界中の人々の笑顔を使用したインスタレーション「Merry EXPO in TOKYO」を開催
- 2月23日〜3月14日　ミキモト名古屋店にて世界中の人々の笑顔を使用したインスタレーション「Merry EXPO in NAGOYA」を開催
- 5月20日　桑沢デザイン・オブ・ザ・イヤー賞　受賞
- 10月2日　第50回グッドデザイン賞「Merry EXPO/Merry Project」受賞
- 10月15日〜11月11日　「MERRYこどもの森づくり」活動　全5回開催（愛知／神奈川／千葉／福井／福岡）
- 12月14日　「MERRYこどもの森づくり」キット発売
- 12月14日〜12月16日　eco japan cap 第1回エコ・アート大賞 エコ・コミュニケーション賞　受賞

2007年
- 3月24日〜3月25日　愛知万博閉幕2周年イベント「MERRYこどもプロジェクト」開始
- 4月20日〜4月21日　アースデイ愛知2007にて「MERRYこどもプロジェクト」としてワークショップ&クリーンアップ開催

2008年
- 8月8日〜8月31日　六本木ヒルズにてMerry Garden!を開催
- 8月8日　2008年北京オリンピックの開会式に笑顔の写真を提供
- 11月15日〜12月25日　MERRY YOU '08（スターバックス銀座マロニエ店）
- 12月11日〜12月17日　Merry in Taiwan（台湾・台中・台南）

2009年
- 1月17日〜3月1日　MERRY YOKOHAMA at JICA（JICA横浜）
- 3月20日〜3月21日　MERRY FARM MARKET（名古屋テレビ塔）
- 4月18日〜4月19日　EARTH DAY TOKYO 2009 （代々木公園）
- 6月7日〜6月14日　MERRY in Asia （中国・四川）
- 6月22日〜7月2日　MERRY in Asia （インドネシア・スマトラ島）
- 8月1日〜8月31日　MERRY in YOKOHAMA （JICA横浜・パシフィコ横浜）
- 9月19日〜9月20日　Merry Farming Festa （日比谷パティオ）
- 10月1日〜　Merry Farming （港区エコプラザ・日比谷公園）
- 10月17日〜12月17日　「Dialogue / 国際対話展」招待出品 （台湾・彰化）
- 11月8日、12月26日　Merry Umbrella Project （インドネシア・スマトラ島）

2010年
- 3月8日〜3月21日　MERRY GO ROUND（東京・JICA地球ひろば）
- 4月1日〜　Merry Bowwow Project（愛知・犬山市）
- 5月5日　Merry Umbrella Project in 渋谷（東京・渋谷）
- 5月5日　Merry Umbrella Project in 上海万博（中国・上海）
- 5月29日〜5月30日　Merry Umbrella Project in Osaka（大阪・万博記念公園／花博記念公園）
- 5月19日〜6月14日　「水谷孝次のデザイン　-和顔愛語ミュージアム-」（東京・松屋銀座）
- 7月7日　世界を笑顔でつなぐJust Smile!!運動をクレフ・アトレと共に開始
- 8月1日　Merry Umbrella Project in Hiroshima（広島・中区）
- 8月7日　Merry Umbrella Project in Nagasaki（長崎・長崎市）
- 8月14日　Merry Umbrella Project in Okinawa（沖縄・糸満）
- 8月16日〜8月31日　Merry Umbrella Project at Centrair（愛知・中部国際空港／セントレア）
- 9月23日　Merry Umbrella Project in Miyajima（広島・宮島）
- 9月6日〜9月30日　MERRY COP10 at PIC東京（東京・世界銀行情報センター）
- 10月12日　Merry Umbrella Project in Nagoya（愛知・名古屋）
- 10月22日　MERRY COP10 at NANZAN（愛知・南山大学）
- 10月23日　MERRY COP10（愛知・名古屋）
- 10月24日　Merry Umbrella Project in Himeji（兵庫・姫路）
- 11月5日〜11月25日　MERRY in 多摩センター（多摩センター三越）
- 11月21日  MERRY IN KYOTO（京都）
- 11月23日〜11月30日　「MERRY MUSIC in LAO」としてラオスで撮影とワークショップを展開
- 12月1日〜12月25日　「Merry Tree Workshop」開催（伊勢丹新宿店）
- 12月4日〜12月25日　「MERRY JAL」開催（大阪・関西国際空港）
- 12月5日　「MERRY IN NARA」開催（奈良）
- 12月21日〜12月27日　	「MERRY MERRY X'MAS in GIFU」開催（岐阜・岐阜県民ふれあい会館）

2011年
- 1月9日　「MERRY IN KOBE」開催（兵庫・神戸ハーバーランド）
- 1月24日　「MERRY TRIP 世界青年の船」開催（神奈川・横浜港大桟橋）
- 2月5日〜2月9日　「MERRY ISLAND PROJECT」開催（瀬戸内）
- 1月24日〜　「MERRY SMILE ACTION」始動（全国）
- 3月26日　「MERRY MY TREE」開催（広島・尾道市／香川県・坂出市）
- 4月23日〜4月24日　「MERRY SMILE ACTION in いわき」開催（福島県・いわき市）
- 4月30日　「MERRY SMILE ACTION in 東松島」開催（宮城県・東松島市）
- 5月1日　「MERRY SMILE ACTION in いわき」開催（福島県・いわき市）
- 5月28日　「MERRY SMILE ACTION in 六本木」開催（東京・六本木ヒルズアリーナ）
- 8月6日〜8月8日　「MERRY SMILE ACTION in いわき」開催（福島県・いわき市）
- 9月11日　「MERRY IN NY 2011」（アメリカ合衆国・ニューヨーク市）
- 11月3日　「オレンジリボンキャンペーン2011啓発パレード」（愛知県・名古屋市／豊橋市）
- 11月6日　「MERRY SMILE XMAS in いわき」開催（福島県・いわき市）
- 11月12日　「MERRY SMILE XMAS in TOKYO DOME CITY」（東京ドームシティラクーア）
- 11月19日　「MERRY at 五井平和財団フォーラム」（銀座ブロッサム）
- 11月27日　「MERRY SMILE X'MAS in いわき」開催（福島県・いわき市）
- 12月3日〜12月4日　「MERRY IN KOBE」（兵庫県・神戸市）
- 12月5日　「MERRY SMILE ACTION」（東京都・日比谷）
- 12月23日　「MERRY SMILE XMAS in いわき」（福島県・いわき市）
- 12月27日　「MERRY in 岐阜」（岐阜・ふれあい福寿会館）

2012年
- 1月1日　「MERRY SMILE ACTION in 東松島」（宮城県・東松島市）
- 1月4日　「MERRY SMILE ACTION in いわき」（福島県・いわき市）
- 1月14日　「MERRY SMILE ACTION in 陸前高田」（岩手県・陸前高田市）
- 2月 - 「MERRY SMILE ACTION in いわきサンシャインマラソン」（福島県・いわき市）
- 2月 - 「MERRY SMILE ACTION in 東松島」（宮城県・東松島市）
- 2月 - 「MERRY IN FUKUOKA」（福岡県・福岡市 天神 IMS）
- 3月 - 「MERRY SMILE ACTION in LOVE FES 3.11」（兵庫県）
- 4月 - 「MERRY SMILE ACTION IN TAIWAN」（台湾・台南）
- 5月 - 「MERRY IN FUKUOKA」（福岡県・福岡市 天神 IMS）
- 5月 - 「Merry Farming in Odawara 甘夏フェスタ」（神奈川県・小田原市）
- 5月〜 - 「MERRY IN TOYOHASHI」（愛知県・豊橋市）
- 5月 - 「MERRY SMILE ACTION in 原宿」（東京都・原宿）
- 6月 - 「MERRY IN RIO+20 Earth Summit 2012」（ブラジル・リオデジャネイロ）
- 6月 - 「MERRY SMILE ACTION 「あさがおの種を東北に」」（宮城県・東松島市、福島県・いわき市）
- 7月 - 「MERRY LONDON in Tokyo」（東京都・港区）
- 7月 - 「MERRY LONDON in UK」（イギリス・ロンドン）
- 7月21日〜8月31日 - 「ハワイアンズ夏学級2012笑顔とハートのアート体験」（福島県・いわき市・スパリゾートハワイアンズ）
- 8月 - 「MERRY SMILE ACTION in 麗水国際博覧会」（韓国・麗水）
- 8月 - 「MERRY IN KASHIWA」（千葉県・柏市）
- 8月 - 「MERRY SMILE ACTION at Shinjuku Smile Festival 2012」（東京都・新宿区）
- 8月〜10月 - 「豊島区制80周年記念事業 MERRY IN TOSHIMA」（東京都・豊島区）
- 8月26日 - 「MERRY IN GIFU 2012」（岐阜県・モレラ岐阜）
- 9月11日 - 「MERRYなチャリティキャンドルライブ at 東京タワー」（東京タワー）
- 9月26日〜10月1日 - 「MERRY SHOP 銀座目利き百貨街2 」（東京・松屋銀座）
- 11月4日 - 「絆プロジェクト in 宮城」（宮城県・東松島）
- 11月9日 - 「MERRY SMILE ACTION in 気仙沼」（宮城県・気仙沼）
- 11月18日 - 「Merry Farming at 土と平和の祭典2012」（東京・日比谷公園）
- 11月18日 - 「MERRY IN AYUTAYA」（タイ・アユタヤ）
- 11月23日 - 「Merry Merry Xmas」（大阪・NU茶屋町）
- 12月23日 - 「MERRY SMILE XMAS」（福島県・いわき市）

2013年
- 1月1日 - 「MERRY SMILE ACTION in 宮城県名取市」（宮城県・名取）
- 1月14日 - 「MERRY IN KAMEIDO」（東京・亀戸）
- 1月27日 - 「絆プロジェクト in 福島」（福島県いわき市）
- 1月29日 - 「『水谷孝次×GILLE』音楽とアートの“笑顔”のコラボ」（東京・池袋）
- 2月10日 - 「MERRY SMILE ACTION at 第27回 フライハイおいで 2013」（宮城県・仙台）
- 2月24日 - 「ウメリー＠上山集楽」（岡山県・美作市）
- 3月9日 - 「MERRY SMILE ACTION in KOBE 2013」（兵庫・神戸）
- 3月10日 - 「MERRY SMILE ACTION in 仙台」（宮城県・仙台）
- 3月17日 - 「MERRY IN TOYOHASHI」（愛知県・豊橋）
- 3月21日 - 「絆プロジェクト in 岩手」（岩手県・陸前高田市）
- 3月23日 - 「かながわ子ども虐待防止オレンジリボンキャンペーン」（神奈川県・横浜）
- 3月24日 - 「樽見鉄道で行く！MERRYツアー親子でうすずみ体験」（岐阜県・本巣市）
- 3月14日 - 「Merry Mini Umbrella Workshop at 伊勢丹新宿店」（東京・新宿）
- 4月14日 - 「MERRY IN TOYOHASHI 2013 豊橋市の笑顔のまちづくり」
- 4月20日〜21日 - 「アースデイいのちの森」
- 4月28日 - 「樽見鉄道で行く！MERRYツアー親子でうすずみ体験」
- 5月11日〜3月 - 「MERRY ART GARDEN 2013（港区アート文化活動助成事業）」（東京・港区）
- 6月22日 - 「MERRY BOWLING」
- 7月20日〜8月31日 - 「ハワイアンズサマースクール2013 笑顔ひろがるアート体験」（福島県・いわき市）
- 7月27日〜8月11日 - 「なつやすみこどもびじゅつかん〜アートでコミュニケーション〜」（宮城県・仙台市・宮城県美術館）
- 8月4日〜6日 - 「MERRY ESD 中部大学50周年」
- 12月21日 - 「I'KIDS XMAS PARTY」
- 12月23日 - 「MERRY SMILE XMAS in いわき 2013」（福島県・いわき市）

2014年
- 4月2日〜4月4日 - 「ふくしまっ子10万人の笑顔プロジェクト」（福島県・あづま総合体育館）

※福島県内の民間テレビ4局(FT V・FCT・KFB・TUF)合同企画／監修：水谷孝次
- 5月〜2015年2月 - 「MERRY ART GARDEN 2014」（東京・港区）
- 6月〜12月 - 「MERRY SMARK 糸プロジェクト」（群馬県・高崎市）

2015年
- 1月17日 - 「MERRY IN KOBE 2015」（兵庫県・神戸市新長田）
- 3月7日 - 「MERRY in LOVEフェス」（兵庫県・神戸市新長田）
- 3月21日 - 「MERRY IN International Great Charity Festival」（東京・渋谷区・代々木第二体育館）
- 5月〜12月 - 「MERRY ART GARDEN 2015」（東京・港区）
- 6月 - 「MERRYあさがおプロジェクト」（福島県いわき市）
- 9月〜10月 - 「MERRY IN BANGRADESH」（バングラデシュ・ダッカ・チッタゴン・ディナシュプール）
- 12月21日 - 「MERRY SMILE XMAS in IWAKI」（福島県・いわき市）
- 12月23日 - 「MERRY SMILE XMAS in OSAKA」（大阪府・千里丘）

2016年
- 1月17日 - 「MERRY IN KOBE 2016」（兵庫県・神戸市新長田）
- 5月〜11月 - 「MERRY ART GARDEN 2016」（東京・港区）
- 7月28日 - 「MERRY TOKYO TO RIO」（東京・港区／駐日ブラジル大使館）
- 7月30日〜 - 「豊橋市制110周年記念事業 MERRY IN TOYOHASHI ／夏色 MERRY BROSSOM」（愛知県・豊橋市）
- 9月16日 - 「MERRY RIO TO TOKYO」（ブラジル・リオデジャネイロ／ジーコサッカーセンター）
- 12月17日 - 「MERRY SMILE XMAS in TOKYO」（東京都・渋谷区／恵比寿ガーデンプレイス）
- 12月17日 - 「MERRY SMILE XMAS in IWAKI」（福島県・いわき市）
- 12月18日 - 「MERRY SMILE XMAS in KOBE」（兵庫県・神戸）
- 12月18日 - 「MERRY SMILE XMAS in KUMAMOTO」（熊本県・熊本市・益城町）

2017年
- 3月〜4月 - 「MERRY IN NEPAL」（ネパール）
- 5月〜10月 - 「MERRY ART GARDEN 2017」（東京・港区）
- 10月28日 - 「MERRY SMILE MINATO for 2020」（東京都・港区／港区立芝公園）
- 11月3日 - 東京2020オリンピック・パラリンピック競技大会公認・渋谷区文化プログラム「MERRY SMILE SHIBUYA for 2020」（東京都・渋谷区／渋谷ヒカリエ）主催：渋谷区 ／ 企画・運営：MERRY PROJECT

2018年
- 3月 - 「MERRY IN SRILANKA」（スリランカ／コロンボ・クルネーガラ）
- 8月25日 - 東京2020オリンピック・パラリンピック競技大会公認・渋谷区文化プログラム「MERRY SMILE SHIBUYA for 2020」（東京都・渋谷区／国連大学）主催：渋谷区 ／ 企画・運営：MERRY PROJECT
- 9月 - 「MERRY IN CAMBODIA」（カンボジア／プノンペン・シェムリアップ）

2019年
- 3月9日 - 港区東京2020応援プログラム「MERRY SMILE MINATO」（東京都・港区／増上寺）主催：MERRY PROJECT
- 8月24日 - 東京2020オリンピック・パラリンピック競技大会公認・渋谷区文化プログラム「MERRY SMILE SHIBUYA for 2020」（東京都・渋谷区／国連大学）主催：渋谷区 ／ 企画・運営：MERRY PROJECT
- 9月 - 「MERRY IN VIETNAM」（ベトナム／ホーチミン）

2020年
- 2月9日 - 港区東京2020応援プログラム「MERRY SMILE MINATO」（東京都・港区／スポーツセンター）
- 3月 - 「MERRY IN TOKYO 2020」（東京・オリンピックミュージアム周辺）
- ８月21日 - 港区東京2020応援プログラム「MERRY SMILE MINATO」（東京都・高輪ゲートウェイ駅前特設イベント会場「TAKANAWA GATEWAY FEST」）
- ９月21日 - 東日本復興支援「MERRY SMILE KITE」（宮城県・黒川郡大衡村・万葉クリエイトパーク）
- 11月21日・22日 - 東京2020オリンピック・パラリンピック競技大会公認・渋谷区文化プログラム「MERRY SMILE SHIBUYA 2020」主催：渋谷区 ／ 企画・運営：MERRY PROJECT

2021年
- 東京2020オリンピック・パラリンピック競技大会公認・渋谷区文化プログラム「MERRY SMILE SHIBUYA 2020」主催：渋谷区 ／ 企画・運営：MERRY PROJECT

## 主な著書
- 1999年12月 - 「Merry」（INFAS）
- 2000年12月 - 「Merry」（BAUHAUS）
- 2001年4月 - 「Merry-London Life」
- 2001年6月 - 「Merry at Roppongi」
- 2002年1月 - 「Merry in KOBE」（神戸新聞出版センター）
- 2005年12月 - 「MERRY EXPO - Book of global exchange -」（新風舎）
- 2008年12月 - 「MERRY」
- 2010年1月 - 「デザインが奇跡を起こす」（PHP研究所）
- 2014年9月 - 「地球はメリーゴーラウンド」（PHP研究所）
- 2015年5月 - 「はーい、にっこり！」（女子パウロ会）
- 2021年3月 - 「みんなのSDGs 未来を変えるメッセージ」（リベラル社）
- 2023年7月 - 「みんながヒーロー SDGsとまほうのカギ」（中央公論新社）

## 連載
- 2009年7月号 - 2015年12月 「PHP-笑顔見つけた」（PHP研究所）

## 共著
- 2011年6月 - 「ともに生きる」（PHP研究所）
- 2011年12月 - 「EARTHLING　地球人（アースリング）として生きるためのガイドブック」（Think the Earth）
- 2012年12月 - 「クリエイティブで世界を変える」（六曜社）
- 2013年4月 - 「これからを生き抜くデザインのチカラ―クリエイターを目指すなら知っておきたいこと」（日経ムック）
- 2021年4月 - 「人生にエールを。新型コロナ医療従事者チャリティブック」（リベラル社）

## テレビ出演
- 2010年
  - 「情熱大陸」（毎日放送／1月10日放送 笑顔をデザインする男）
  - 「UP!」PICK UP! ワンダフルな町へ！犬山で新プロジェクト（名古屋テレビ／3月24日放送）
  - 「NHK WORLD」（NHK）
  - 「スーパーサタデー」MERRY IN HIROSHIMA（東海テレビ／8月21日放送）
  - 「This is 秋の音楽祭」笑顔の傘×SPEED（TBS／10月16日放送）
- 2011年
  - 「ニュース7」（NHK 4月30日放送）
  - 「おはよう日本」（NHK 5月29日放送）
- 2012年
  - 「地球テレビ エルムンド」（NHK／2月15日放送）
  - 「震災から一年明日へ コンサート」MERRY PROJECT×SMAP （NHK／3月10日放送）
  - 「ニッポンの笑顔／こころの復興を求めて」（制作：東北新社 3月11日放送・5月6日放送 ）（BS・CS全7局／スーパー!ドラマTV / ザ・シネマ / ファミリー劇場  / スター・チャンネル2  / クラシカ・ジャパン  / 囲碁・将棋チャンネル  / ヒストリーチャンネル）
  - 「24時間テレビ」（日本テレビ　制作：中京テレビ／ 8月25日・26日放送]）
  - 「未来シアター」（日本テレビ／ 12月21日放送]）
- 2013年 - 「きみこそみらい」（福島テレビ／ 10月30日放送]）
- 2014年 - 「震災から3年 明日へ コンサート」MERRY PROJECT 3000の笑顔×SMAP （NHK）
- 2018年9月 - 「趣味どきっ！おひさまライフ」（NHK）
- 2021年4月 - 「UP!」（メーテレ）